# Dzodzi Tsikata
Dzodzi Tsikata là một người ủng hộ nữ quyền, nhà nghiên cứu và giáo sư người  Ghana trong lĩnh vực Nghiên cứu châu Phi tại Đại học Ghana.

## Tiểu sử
Dzodzi Tsikata là giáo sư tại Viện nghiên cứu kinh tế và xã hội thống kê tại Đại học Ghana. Mối quan tâm của Tsikata bao gồm các vấn đề về giới và phát triển, các chính sách và thực tiễn về bình đẳng giới. Bà đã được bầu vào tháng 6 năm 2015 với tư cách là chủ tịch Hội đồng Phát triển Nghiên cứu Khoa học Xã hội ở Châu Phi (CODESRIA) tại cuộc họp đại hội lần thứ 14 của họ ở Sénégal.
Sở thích nghiên cứu của cô cũng bao gồm việc khai thác nông dân hợp đồng địa phương bởi các đồn điền công ty lớn thường có đặc điểm là "có ít mối liên kết" với nền kinh tế của các quốc gia mà họ hoạt động. Cùng với các nhà nghiên cứu từ Đại học Sussex và Đại học phương Tây Cape, Dzodzi Tsikata nhận được tài trợ từ Hội đồng nghiên cứu khoa học xã hội và kinh tế để điều tra những ưu và nhược điểm của các mô hình canh tác thương mại ở châu Phi.
Tính đến năm 2017, cô là trưởng khoa tại Viện nghiên cứu châu Phi tại Đại học Ghana. Cô là một người ủng hộ chống lại những cuộc hôn nhân sớm ở các cộng đồng Ghana, hiện đang thấy một phần tư các cô gái kết hôn trước khi họ tròn mười tám tuổi.